# トニー・カッコ
トニー・カッコ（Tony Kakko、本名Toni Kristian Kakko,1975年5月16日 - ）は、フィンランド、ケミ出身のミュージシャン。ボーカリスト、キーボーディスト（初期のみ）としてソナタ・アークティカを率いている。

## 略歴
1996年にソナタ・アークティカ（当時 Tricky Beans）を結成。デビュー・アルバム『エクリプティカ』発表までキーボーディストとボーカリストを兼任する。2年間ほどキーボードも学んでいたが、専任キーボーディストミッコ・ハルキンが加入してからはボーカルに専念している。また作曲の中心人物でもあり、クイーン、ストラトヴァリウス、ナイトウィッシュなどに影響を受けているという。
ナイトウィッシュのツォーマス・ホロパイネンと親交が深く、『オーヴァー・ザ・ヒルズ・アンド・ファー・アウェイ』収録の「アストラル・ロマンス」リメイクでリード・ボーカル、「オーヴァー・ザ・ヒルズ・アンド・ファー・アウェイ」でコーラスに参加、『フロム・ウィッシュ・トゥ・エタニティ』収録の「ビューティ・アンド・ザ・ビースト」ではターヤ・トゥルネンとデュエットしている。
2007年には、ニュークリア・ブラスト設立20周年を記念して結成されたプロジェクトニュークリア・ブラスト・オールスターズに参加した。